# Élections législatives nord-chypriotes de 2022
Les élections législatives nord-chypriotes de 2022 ont lieu le 23 janvier 2022 afin de renouveler pour cinq ans les membres de l'Assemblée de la République de Chypre du Nord. 
Les élections sont organisées de manière anticipées un an avant la fin du mandat de la législature sortante en raison de la mise en minorité du gouvernement du Premier ministre Ersan Saner, remplacé par Faiz Sucuoğlu.
Le Parti de l'unité nationale au pouvoir arrive en tête, manquant de peu la majorité absolue des sièges. Il forme un gouvernement de coalition avec le Parti démocrate (DP) et le Parti de la renaissance (YDP), permettant à Faiz Sucuoğlu d'être reconduit au poste de Premier ministre.

## Contexte
Les législatives de janvier 2018 voient arriver en tête le Parti de l'unité nationale, qui devient le premier parti à la chambre avec 21 sièges. Son chef Hüseyin Ozgürgün est nommé par le président pour entreprendre des négociations en vue de la formation d'un gouvernement, mais échoue à rallier le soutien d'autres partis et se voit forcé de passer la main des négociations le 24 janvier à Tufan Erhürman, chef du Parti républicain turc, arrivé deuxième. Ce dernier parvient à former une coalition quadripartite avec le tout récent Parti populaire, le Parti de la démocratie socialiste et le Parti démocrate, et devient Premier ministre le 2 février.
Cette fragile coalition quadripartite éclate cependant début 2019 avec le retrait du parti populaire, ce qui conduit Erhürman à présenter la démission de son gouvernement le 9 mai 2019. Il est remplacé par le  nouveau dirigeant du Parti de l'unité nationale, Ersin Tatar, qui conduit un accord de coalition avec le parti populaire et devient Premier ministre le 22 mai suivant.
Fort de son accession au pouvoir, le Parti de l'unité nationale renouvelle deux ans plus tard son bon résultat aux urnes avec la victoire inattendue d'Ersin Tatar sur le président sortant Mustafa Akıncı lors de l'élection présidentielle d'octobre 2020. Favorable à un resserrement des liens avec la Turquie du président Recep Tayyip Erdoğan, Tatar l'emporte au second tour avec 51,69 % des voix dans ce qui est alors perçu comme un référendum sur les liens de la république turc chypriote avec la Turquie, à laquelle s'opposerait le développement d'une identité chypriote commune.

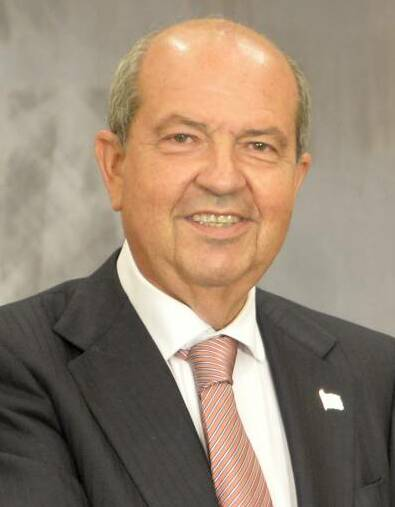
Ersin Tatar

L'élection du nouveau président est néanmoins précédée d'une polémique lorsque celui-ci effectue dans l'entre-deux-tours une visite à Ankara sur l'invitation d'Erdogan. Ce dernier annonce la réouverture partielle de la ville fantôme de Varosha, abandonnée par ses habitants après l'intervention militaire turque en 1974 et son inclusion dans la zone d'occupation turque de Chypre du Nord. Destinée à appuyer la candidature de Tatar, cette déclaration se révèle une erreur électorale en produisant l'effet inverse. Très patriotique, une partie de la population Nord-Chypriote rejette ainsi l'ingérence de la part du gouvernement turc, qui fait l'objet de vives critiques de la part du président sortant qui la qualifie de « honte pour notre démocratie », sans pour autant empêcher l'élection surprise de Tatar au second tour,.
Sans Premier ministre au lendemain de son élection, Tatar tente sans succès de former directement un gouvernement à la suite de l'implosion de sa coalition. Après plusieurs semaines de dialogue avec les différents partis politiques, il renonce le 21 novembre 2020. Tufan Erhürman est alors rappelé pour tenter à son tour de former le gouvernement mais échoue également, laissant le 7 décembre sa place de formateur à Ersan Saner, du Parti de l'unité nationale. 
Dès le lendemain, le Parti de l'unité nationale, le Parti démocrate et le Parti de la renaissance signent un accord sur un gouvernement de coalition tripartite. Ersan Saner est nommé Premier ministre de Chypre du Nord après acceptation de la liste des ministres par le président de la République le 9 décembre 2020,.
En octobre 2021, la république de Chypre du Nord fait face à une importante crise du prix des carburants. En raison de l'incertitude provoquée sur les marchés par l'interventionnisme du président turc Erdogan sur la politique monétaire de son pays, la Lire turque dont dépend la Chypre du Nord plonge à un niveau bas historique, atteignant un taux de change de 10,84 lires pour un euro. Le pétrole s'échangeant en dollars américains au niveau mondial, la dévalorisation de la monnaie turque se répercute tout particulièrement sur les fournisseurs des stations d'essence nord-chypriotes, les amenant à fermer leurs pompes plutôt que de vendre à perte. La population se retrouve ainsi obligée de se rendre dans la partie sud de l'île pour s'approvisionner. 
La pénurie de carburant porte le coup de grâce au gouvernement d'Ersan Saner, déjà touché par un scandale d'adultère avec la fuite début octobre d'une Sextape le montrant au lit avec une autre femme, dans la vingtaine. La fuite de la vidéo fait alors partie d'une série de révélations sur des politiciens turcs par le chef de mafia et lanceur d'alerte Sedat Peker. Condamné par contumace et exilé aux Emirats arabes unis, ce dernier accuse Ankara de lui avoir commandité l'assassinat en 1996 du journaliste anti corruption Kutlu Adali,,.
Constatant la mise en minorité de son gouvernement à l'assemblée, Ersan Saner présente sa démission le 13 octobre 2021. Il est remplacé le 5 novembre par Faiz Sucuoğlu, également membre du Parti de l'unité nationale, dans le but de conduire un gouvernement transitoire jusqu'à l'organisation d'élections anticipées. Le 5 novembre, l'assemblée vote à l'unanimité de ses membres la convocation des élections pour le 23 janvier 2022.

## Système électoral
L'Assemblée de la République est un parlement monocaméral composé de 50 sièges pourvus pour cinq ans au scrutin proportionnel plurinominal de liste dans six circonscriptions électorales correspondant aux districts de Chypre du Nord : Lefkoşa, Gazimağusa, Girne, Güzelyurt, İskele et Lefke. Seules les listes ayant dépassé le seuil électoral de 5 % des suffrages exprimés au niveau national peuvent se voir attribuer des sièges. 
Les électeurs peuvent voter de deux manières différentes. Ils peuvent en effet voter pour la liste d'un parti, ce qui revient à voter pour chaque candidat présenté par le parti dans le district, avec la possibilité d'effectuer un vote préférentiel pour l'un des candidats de la liste afin de faire monter sa place dans celle-ci.
Sinon, les électeurs peuvent ne pas choisir un parti et effectuer à la place un panachage en votant pour des candidats de différents partis. Dans ce type de vote mixte, les électeurs ne peuvent pas choisir plus de candidats que le nombre de sièges à pourvoir dans le district.

## Résultats
Chaque électeur étant doté de plusieurs voix, le total de ces dernières est largement supérieur au total des votants.
|                          |                                                    |           |       |       |        |               |  |  |  |
| Parti                    | Parti                                              | Voix      | %     | +/–   | Sièges | +/–           |  |  |  |
|                          | Parti de l'unité nationale (UBP)                   | 1 971 400 | 39,54 | 3,93  | 24     | 3             |  |  |  |
|                          | Parti républicain turc (CTP)                       | 1 597 137 | 32,04 | 11,09 | 18     | 6             |  |  |  |
|                          | Parti démocrate (DP)                               | 369 239   | 7,41  | 0,41  | 3      | en stagnation |  |  |  |
|                          | Parti populaire (HP)                               | 333 090   | 6,68  | 10,39 | 3      | 6             |  |  |  |
|                          | Parti de la renaissance (YDP)                      | 318 763   | 6,39  | 0,6   | 2      | en stagnation |  |  |  |
|                          | Parti de la démocratie socialiste (TDP)            | 220 610   | 4,42  | 4,23  | 0      | 3             |  |  |  |
|                          | Route vers l'indépendance (BY)                     | 97 575    | 1,96  | Nv    | 0      | en stagnation |  |  |  |
|                          | Nouvelles forces de libération communales (TKP-YG) | 76 902    | 1,54  | 1,13  | 0      | en stagnation |  |  |  |
|                          | Indépendants                                       | 827       | 0,02  | 0,11  | 0      | en stagnation |  |  |  |
| Total des voix           | Total des voix                                     | 4 985 543 | 100   |       |        |               |  |  |  |
|                          |                                                    |           |       |       |        |               |  |  |  |
| Votes valides            |                                                    |           |       |       |        |               |  |  |  |
| Votes blancs et nuls     |                                                    |           |       |       |        |               |  |  |  |
| Total                    | Total                                              | 117 421   | 100   | -     | 50     | en stagnation |  |  |  |
| Abstentions              | Abstentions                                        | 86 371    | 42,38 |       |        |               |  |  |  |
| Inscrits / participation | Inscrits / participation                           | 203 792   | 57,62 |       |        |               |  |  |  |

## Analyse et conséquences
Le scrutin voit la victoire de la droite nationaliste au pouvoir, le Parti de l'unité nationale (UBP) du président Ersin Tatar arrivant largement en tête, manquant de peu la majorité absolue des sièges. Le gouvernement favorable à la Turquie et à une solution à deux États consolide ainsi sa présence à l'assemblée. Lors de son discours de victoire au soir du scrutin, le secrétaire général de l'UBP Faiz Sucuoğlu proclame « Nous allons d'abord réparer l'économie, ce sera notre première mission ».
Bien qu'arrivé deuxième, le Parti républicain turc (CTP), favorable à une réunification de l'île sous une forme fédérale, connait la plus forte hausse parmi les partis en lice, tandis que le Parti populaire (HP) connait la plus forte baisse.
La situation économique, au cœur des préoccupations des électeurs, aurait reléguée la campagne électorale en elle-même au second plan, selon le groupe de réflexion italien ISPI. La position en tête des sondages de l'UBP lui aurait évité une intervention d'Ankara dans la campagne électorale. La question de l'avenir institutionnel de l'île, largement absente de la campagne, avait conduit une partie de la gauche favorable à une solution fédérale a appelé la population à boycotter le scrutin. Le taux de participation s'établit ainsi à un peu moins de 57 % des inscrits, soit près de 10 points de moins que quatre ans auparavant.
La formation d'un gouvernement mené par l'UBP est fortement attendue, son exclusion supposant une coalition quadripartite réunissant des formations politiques aux idéologies très éloignées. Le 8 février, le président Ersin Tatar confie à Faiz Sucuoğlu la tache de former un gouvernement sous quinze jours, ce qu'il fait le 19 février. Le nouveau gouvernement réuni l'UBP, le Parti démocrate (DP) et le Parti de la renaissance (YDP). Ces derniers obtiennent un poste de ministre chacun, et l'UBP huit,. Le nouveau gouvernement reçoit le 3 mars l'investiture du parlement par 29 voix pour et 20 contre, un député du CTP étant absent.

## Suites
Le 20 avril suivant, Sucuoğlu remet sa démission au président Tatar, qui l'accepte.